# Municipio de Westby
El municipio de Westby (en inglés: Westby Township) es un municipio ubicado en el condado de Divide en el estado estadounidense de Dakota del Norte. En el año 2010 tenía una población de 51 habitantes y una densidad poblacional de 0,38 personas por km².

## Geografía
El municipio de Westby se encuentra ubicado en las coordenadas 48°50′44″N 103°58′30″O / 48.84556, -103.97500. Según la Oficina del Censo de los Estados Unidos, el municipio tiene una superficie total de 134.33 km², de la cual 124,87 km² corresponden a tierra firme y (7,04 %) 9,46 km² es agua.

## Demografía
Según el censo de 2010, había 51 personas residiendo en el municipio de Westby. La densidad de población era de 0,38 hab./km². De los 51 habitantes, el municipio de Westby estaba compuesto por el 96,08 % blancos, el 1,96 % eran afroamericanos, el 1,96 % eran amerindios. Del total de la población el 0 % eran hispanos o latinos de cualquier raza.